# Пирок
Пирок (мкд. Пирок) је насеље у Северној Македонији, у северозападном делу државе. Пирок припада општини Боговиње.
Из Пирока је пореклом северномакедонски фудбалер Аријан Адеми.

## Географија
Насеље Пирок је смештено у северозападном делу Северне Македоније. Од најближег већег града, Тетова, насеље је удаљено 14 km јужно.
Пирок се налази у горњем делу историјске области Полог. Насеље је положено на западном ободу Полошког поља. Источно од насеља пружа се поље, а западно се издиже Шар-планина. Надморска висина насеља је приближно 520 метара.
Клима у насељу је умерено континентална.

## Становништво
Пирок је према последњем попису из 2021. године имао 3.963 становника.
| Национални састав према попису из 2021.‍ | Национални састав према попису из 2021.‍ | Национални састав према попису из 2021.‍ | Национални састав према попису из 2021.‍ | Национални састав према попису из 2021.‍ |
| --------------------------------------- | --------------------------------------- | --------------------------------------- | --------------------------------------- | --------------------------------------- |
|                                         |                                         |                                         |                                         |                                         |
| Албанци                                 | Албанци                                 |                                         | 3.695                                   | 93,2%                                   |
| непописани                              | непописани                              |                                         | 268                                     | 6,8%                                    |

Већинска вероисповест је ислам.